# Anouck Jaubert
Anouck Jaubert, née le 27 janvier 1994 à Saint-Étienne, est une grimpeuse française.
Elle est membre de l'équipe de France d'escalade de vitesse depuis 2011.

## Biographie
Elle pratique de nombreux sports avant l'escalade, en particulier la danse, le patin à glace, le judo et la gymnastique. Elle aime la compétition. Elle commence l'escalade sur murs artificiels.
Elle ne pratique pas l'escalade en site naturel, car elle a choisi de se spécialiser dans l'escalade de vitesse. Elle aime cette discipline pour l'adrénaline qu'elle lui apporte. Elle entre dans l'équipe de France de vitesse en avril 2011.
Parallèlement à sa carrière sportive, elle suit des études de kinésithérapeute.
En 2015, elle réussit à faire partie des quatre meilleures grimpeuses lors des cinq étapes de coupe du monde. Elle remporte deux médailles d'or dans ce circuit, et dispute avec deux grimpeuses russes le classement général lors de l'ultime étape. Elle remporte la médaille d'argent lors de cette étape décisive, et finit deuxième au classement général de la coupe du monde de 2015.
En avril 2020, l'IFSC annonce qu'elle est qualifiée pour les Jeux Olympiques de Tokyo 2020, via l'invitation attribuée par la commission tripartite, à la suite de sa 11e place aux Mondiaux 2019. Jaubert est la 4e athlète qualifiée pour la délégation française après Julia Chanourdie, Bassa Mawem et Mickaël Mawem. 
Jaubert termine à la 6e place du combiné et déclare par la suite prendre sa retraite sportive après les Jeux Olympiques.

## Palmarès
- : Médaillée de bronze d'escalade de vitesse à la Coupe du monde d'escalade 2014
- : Championne d'Europe d'escalade de vitesse aux Championnats d'Europe d'escalade 2015
- : Médaillée d'argent d'escalade de vitesse à la Coupe du monde d'escalade de 2015
- : Médaillée d'argent d'escalade de vitesse à la Coupe du monde d'escalade 2016
- : Médaillée d'argent d'escalade de vitesse aux Jeux mondiaux.
- : Médaillée d'or d'escalade de vitesse à la Coupe du monde d'escalade 2017
- : Médaillée d'or d'escalade de vitesse à la Coupe du monde d'escalade 2018
- : Médaillée d'argent d'escalade de vitesse à la Coupe du monde d'escalade 2019
- 6e à la finale du combiné aux Jeux olympiques 2021